# Альби-Эст
Альби́-Эст (фр. Albi-Est) — упразднённый кантон во Франции, находился в регионе Юг-Пиренеи, департамент Тарн. Входил в состав округа Альби.
Код INSEE кантона — 8144. Всего в кантон Альби-Эст входили две коммуны, из них главной коммуной являлась Альби.
Кантон был упразднён в марте 2015 года.

## Население
Население кантона на 2006 год составляло 11 692 человека.
| 1962 | 1968 | 1975 | 1982 | 1990 | 1999   | 2006   | 2009 |
| ---- | ---- | ---- | ---- | ---- | ------ | ------ | ---- |
| —    | —    | —    | —    | —    | 10 419 | 11 692 | —    |

## Коммуны кантона
| Коммуна   | Население, чел. (2010) | Почтовый индекс | Код INSEE |
| --------- | ---------------------- | --------------- | --------- |
| Альби     | 48 916                 | 81000           | 81004     |
| Фрежероль | 1319                   | 81990           | 81097     |